# Contea di Iron (Michigan)
La contea di Iron, in inglese Iron County, è una contea dello Stato del Michigan, negli Stati Uniti. La popolazione al censimento del 2000 era di 13 138 abitanti. Il capoluogo di contea è Crystal Falls.